# Matt Orr
Matthew Elliot Wing Kai Chin Orr, noto semplicemente come Matt Orr (安永佳S; Hong Kong, 1º gennaio 1997), è un calciatore hongkonghese, attaccante dello Shenzhen Xin Pengcheng e della nazionale hongkonghese.

## Carriera

### Club
Ha giocato nella prima divisione di Hong Kong ed in quella cinese.

### Nazionale
Nel 2024 è stato convocato per la Coppa d'Asia.

## Statistiche

### Cronologia reti in nazionale
| Cronologia completa delle presenze e delle reti in nazionale ― Hong Kong | Cronologia completa delle presenze e delle reti in nazionale ― Hong Kong | Cronologia completa delle presenze e delle reti in nazionale ― Hong Kong | Cronologia completa delle presenze e delle reti in nazionale ― Hong Kong | Cronologia completa delle presenze e delle reti in nazionale ― Hong Kong | Cronologia completa delle presenze e delle reti in nazionale ― Hong Kong | Cronologia completa delle presenze e delle reti in nazionale ― Hong Kong | Cronologia completa delle presenze e delle reti in nazionale ― Hong Kong |
| Data                                                                     | Città                                                                    | In casa                                                                  | Risultato                                                                | Ospiti                                                                   | Competizione                                                             | Reti                                                                     | Note                                                                     |
| ------------------------------------------------------------------------ | ------------------------------------------------------------------------ | ------------------------------------------------------------------------ | ------------------------------------------------------------------------ | ------------------------------------------------------------------------ | ------------------------------------------------------------------------ | ------------------------------------------------------------------------ | ------------------------------------------------------------------------ |
| 3-6-2021                                                                 | Arad                                                                     | Iran                                                                     | 3 – 1                                                                    | Hong Kong                                                                | Qual. Mondiali 2022                                                      | 1                                                                        |                                                                          |
| 11-6-2021                                                                | Arad                                                                     | Hong Kong                                                                | 0 – 1                                                                    | Iraq                                                                     | Qual. Mondiali 2022                                                      | -                                                                        |                                                                          |
| 15-6-2021                                                                | Riffa                                                                    | Bahrein                                                                  | 4 – 0                                                                    | Hong Kong                                                                | Qual. Mondiali 2022                                                      | -                                                                        |                                                                          |
| 1-6-2022                                                                 | Kuala Lumpur                                                             | Malaysia                                                                 | 2 – 0                                                                    | Hong Kong                                                                | Amichevole                                                               | -                                                                        |                                                                          |
| 8-6-2022                                                                 | Calcutta                                                                 | Hong Kong                                                                | 2 – 1                                                                    | Afghanistan                                                              | Qual. Coppa d'Asia 2023                                                  | 1                                                                        |                                                                          |
| 11-6-2022                                                                | Calcutta                                                                 | Cambogia                                                                 | 0 – 3                                                                    | Hong Kong                                                                | Qual. Coppa d'Asia 2023                                                  | 1                                                                        |                                                                          |
| 14-6-2022                                                                | Calcutta                                                                 | India                                                                    | 4 – 0                                                                    | Hong Kong                                                                | Qual. Coppa d'Asia 2023                                                  | -                                                                        |                                                                          |
| 19-7-2022                                                                | Ibaraki                                                                  | Giappone                                                                 | 6 – 0                                                                    | Hong Kong                                                                | EAFF E-1 Football Championship 2022 - 3º turno                           | -                                                                        |                                                                          |
| 24-7-2022                                                                | Toyota                                                                   | Corea del Sud                                                            | 3 – 0                                                                    | Hong Kong                                                                | EAFF E-1 Football Championship 2022 - 3º turno                           | -                                                                        |                                                                          |
| 27-7-2022                                                                | Toyota                                                                   | Cina                                                                     | 1 – 0                                                                    | Hong Kong                                                                | EAFF E-1 Football Championship 2022 - 3º turno                           | -                                                                        |                                                                          |
| 23-3-2023                                                                | Kowloon                                                                  | Hong Kong                                                                | 1 – 1                                                                    | Singapore                                                                | Amichevole                                                               | -                                                                        | 65’                                                                      |
| 15-6-2023                                                                | Hải Phòng                                                                | Vietnam                                                                  | 1 – 0                                                                    | Hong Kong                                                                | Amichevole                                                               | -                                                                        |                                                                          |
| 19-6-2023                                                                | Hong Kong                                                                | Hong Kong                                                                | 0 – 1                                                                    | Thailandia                                                               | Amichevole                                                               | -                                                                        |                                                                          |
| 7-9-2023                                                                 | Phnom Penh                                                               | Cambogia                                                                 | 1 – 1                                                                    | Hong Kong                                                                | Amichevole                                                               | -                                                                        | 89’                                                                      |
| 12-10-2023                                                               | Hong Kong                                                                | Hong Kong                                                                | 4 – 0                                                                    | Bhutan                                                                   | Qual. Mondiali 2026                                                      | -                                                                        | 63’                                                                      |
| 17-10-2023                                                               | Thimphu                                                                  | Bhutan                                                                   | 2 – 0                                                                    | Hong Kong                                                                | Qual. Mondiali 2026                                                      | -                                                                        | 57’                                                                      |
| 16-11-2023                                                               | Teheran                                                                  | Iran                                                                     | 4 – 0                                                                    | Hong Kong                                                                | Qual. Mondiali 2026                                                      | -                                                                        | 71’                                                                      |
| 21-11-2023                                                               | Hong Kong                                                                | Hong Kong                                                                | 2 – 2                                                                    | Turkmenistan                                                             | Qual. Mondiali 2026                                                      | -                                                                        | 56’                                                                      |
| 1-1-2024                                                                 | Abu Dhabi                                                                | Cina                                                                     | 1 – 2                                                                    | Hong Kong                                                                | Amichevole                                                               | -                                                                        | 73’                                                                      |
| 4-1-2024                                                                 | Abu Dhabi                                                                | Hong Kong                                                                | 1 – 2                                                                    | Tagikistan                                                               | Amichevole                                                               | -                                                                        | 46’                                                                      |
| 14-1-2024                                                                | Ar Rayyan                                                                | Emirati Arabi Uniti                                                      | 3 – 1                                                                    | Hong Kong                                                                | Coppa d'Asia 2023 - 1º turno                                             | -                                                                        |                                                                          |
| 19-1-2024                                                                | Ar Rayyan                                                                | Hong Kong                                                                | 0 – 1                                                                    | Iran                                                                     | Coppa d'Asia 2023 - 1º turno                                             | -                                                                        | 73’                                                                      |
| 23-1-2024                                                                | Doha                                                                     | Hong Kong                                                                | 0 – 3                                                                    | Palestina                                                                | Coppa d'Asia 2023 - 1º turno                                             | -                                                                        | 86’                                                                      |
| 5-9-2024                                                                 | Suva                                                                     | Isole Salomone                                                           | 0 – 3                                                                    | Hong Kong                                                                | Amichevole                                                               | 1                                                                        | Cap.                                                                     |
| Totale                                                                   |                                                                          | Presenze                                                                 | 25                                                                       |                                                                          | Reti                                                                     | 4                                                                        |                                                                          |

## Palmares

### Club

#### Competizioni nazionali
- Hong Kong Premier League: 2

Kitchee: 2019-2020, 2020-2021